# 솔로대첩
솔로대첩은 2012년 12월 24일 솔로들이 짝을 찾는 것을 목적으로 개최된 행사이다. 대한민국 서울특별시, 부산광역시, 대구광역시, 제주특별자치도 등 15개 도시에서 동시에 개최되었다. 애초에 크리스마스 이브에 외로운 솔로들에게 만남의 기회를 제공하겠다는 취지로 시작되었으나, 성추행이나 절도 등 안전상의 이유로 여성 참가자가 많지 않아 남녀 성비의 불균형이 발생하면서 사실상 실패한 행사로 끝났다.

## 발단
솔로대첩은 2012년 11월 3일, 페이스북 아이디 ‘님이 연애를 시작하셨습니다’를 사용하는 유태형, 장찬욱씨가 ‘솔로 형·누나·동생분들, 크리스마스 때 대규모 미팅 한번 할까’라는 글을 올리면서 시작되었다. 이에 수 만명의 네티즌이 참가의사를 밝히면서, pce포털 사이트 대표네이버,다음홈페이지 인기검색어 상위권에 올라 화제를 모았다. 솔로대첩은 원래 서울특별시에서만 진행될 예정이었지만, 각 지역에 있는 시민들이 자발적으로 행사를 주최해 경기도 수원시, 부산, 대구, 천안, 제주 등 전국 15곳에서 동시 진행하기로 하였다. 또한 개그맨과 레이싱 모델 및 신인 걸그룹 등 일부 연예인들까지 이 행사에 참여하겠다는 의사를 밝히면서 참가 신청자가 급속히 늘어났다. SBS는 경찰 측 추산을 근거로 전국적으로 약 1만 명이 이 행사에 참가할 것으로 예상하는 보도를 하였다.

## 논란
이 행사는 크리스마스 이브에 외로운 솔로들에게 만남의 기회를 제공한다는 취지로 시작되었으나, 행사의 원래 취지에 어긋나게 처음 본 여성을 상대로 한 성추행이나 절도 등 부작용을 우려하는 목소리가 나오기 시작했다. 서울특별시의 개최 장소인 여의도공원 측은 성추행이나 절도 등을 우려하여 행사 허가를 내어주지 않았고, 만약 이 행사를 강행할 경우 법적으로 대응하겠다고 밝혔다. 그러나 행사 주최측은 “우리가 만든 페스티벌은 우리가 지킨다”는 취지로 100여 명의 자경단을 조직하여 행사를 강행하겠다는 의지를 밝혔다. 경찰은 불특정한 이성과 밀집된 채 만나는 이 행사의 특성상 성범죄 발생 가능성이 있다고 보고, 여의도공원에 400명 등 전국적으로 1,000명의 경찰을 투입해 만일의 사고에 대비하기로 하였다. 이런 우려의 목소리가 커지는 가운데, 애초에 이 행사에 참여하기로 하여 많은 남성 솔로들의 기대를 모았던 레이싱 모델 이예빈과 가수 이소리가 행사 전 불참을 선언했고, 개그우먼 박지선 역시 행사 당일 '안전'을 이유로 참가하지 않겠다고 밝혔으며 유민상은 직접 무료로 진행자로 나왔다.

## 진행
대한민국 최초 특별한 날 "솔로대첩" 행사는 서울특별시의 경우 시즌제 크리스마스 기간 중 2012년 12월 24일월요일 평일/임시 자율 1일 휴일제 크리스마스 이브*성탄전야제 데이* 오후3~5시(약2시간 동안)에 남자들은 하얀색, 여자들은 붉은색, 커플은 초록색 계열의 옷을 입고 서울여의도공원으로 모이는 것으로 시작하였다. 공원에 모인 남녀는 신호 양편에서 대기하다가 진행자가 신호를 보내면 마음에 드는 이성(여는 남으로, 남은 여로)을 향해 달려가 손을 잡는 형식으로 진행되었다. 실제 이 행사를 통해 몇 쌍의 커플이 탄생하기도 하였다. 하지만 안전상의 이유 등으로 상당수의 여성 참가 신청자들이 실제 행사에 참가하지 않음으로 인해, 행사 참가자 약 3,000명 중 대부분이 남성으로 채워지는 현상이 발생했다. 한편 경찰 측 추산에 따르면 이날 서울 여의도 공원에서 진행된 행사에는 남성 700명과 여성 300명 등 약 1천여 명이 참가한 것으로 전해졌다. “남자와 여자가 대치한 것이 아니라 경찰과 비둘기가 대치하는 분위기”라는 글이 올라오며 당시 극명한 남녀 비율을 설명하기도 했다. 짝을 찾지 못한 대부분의 참가자들이 근처 음식점, 술집 등으로 흩어졌다. 이 행사에 참가했던 개그맨 박휘순은 "솔로대첩이 술로대첩으로 이어지겠네요"라는 글을 남기기도 했다. 수도권과 지방의 경우 여성 참가자가 더 적어 행사 자체가 제대로 진행되지 못한 경우도 있었다. 천안 솔로대첩의 경우 여성 참가자가 10여 명 정도에 불과해 행사를 치루지 못했지만, 개인적으로 번호를 주고받아 1호 커플이 힘겹게 탄생되기도 했다. 한편 대부분의 여성 연예인들이 안전상의 이유로 행사 불참을 선언한 가운데, 신인 걸그룹 비키니의 멤버인 해이가 솔로대첩에 참가하여 실시간 검색 1위를 차지하기도 하였다.

## 평가
애초에 큰 기대를 모았던 것에 비해 행사 규모도 작아지고 특히 여성 참여자들이 거의 없는 상황이 되자, 이 행사에 대한 각종 음모론이 대두되기도 하였다. 의류업체들이 흰색과 빨간색 옷이나 스카프 등을 판매하기 위한 고도의 전략이라거나, 혹은 크리스마스 이브를 즐기고 싶은 커플들이 시내를 편하게 다니기 위해 솔로들을 한 곳에 가둬두는 가두리 양식 같은 이벤트였다는 신빙성 없는 음모론까지 제기되었다. 결과적으로 이 행사는 크리스마스 이브에 외로운 솔로들에게 만남의 기회를 제공하겠다는 원래의 취지와 달리, 안전상의 문제가 제기되면서 남녀 성비의 불균형이 발생하여 사실상 실패로 끝났다는 평가가 내려졌다.